# Anne Dacier
Anne Dacier  o Anne Le Fèvre (Grandchamp, Regne de França, 1645 - París, 17 d'agost de 1720) fou una filòloga, escriptora i traductora francesa de gran notorietat en el seu temps.

## Els anys de formació
Anne Le Fèvre va passar els primers anys de la seva infantesa a Preuilly, a la Turena (1646-1649), on va néixer la seva germana Marguerite, posteriorment va viure a Saumur (1649-1672), però no fou fins que va passar a residir a París que va esdevenir àmpliament reconeguda.
De la seva mare, Marie Olivier, només se'n sap que, nascuda catòlica, va abjurar el 24 de desembre de 1645 i es feu protestant. El seu pare, Tanneguy Le Fèvre, nascut a Caen el 1615, era un filòleg que havia participat als inicis de la Impremta Reial com a director de les impressions (1640-1642) i que mantenia, almenys des de 1645, una correspondència erudita amb el Pare Denys Petau. Essent també catòlic, es convertí al protestantisme entre 1643 i 1645. El 1649 s'establí amb la seva família a Saumur, una de les capitals europees del protestantisme, on esdevingué, el 1651, "regent" de tercera classe al col·legi reial associat a l'Acadèmia protestant, a continuació de segona classe i, a partir de 1665, « professor de llengua grega » a la mateixa Acadèmia. Morí prematurament el setembre de 1672, mentre que es disposava a ocupar, a la universitat de Heidelberg, una plaça de professor oferta per l'elector palatí Carles I Lluís.
Havent descobert les aptituds excepcionals de la seva filla gran per l'estudi, aquest excel·lent pedagog li donà la mateixa educació que als seus fills, i li inspirà l'amor pel grec, « la més bonica de totes les llengües ». Anne no oblidà mai el seu deute amb el seu pare, que no havia vacil·lat a desafiar els prejudicis misògins del seu temps i, amb respecte filial, signava les seves primeres obres « Anna Tanaquilli Fabri filia » (Anne, filla de Tanneguy Le Fèvre).
El 29 d'octubre de 1662, Anne Le Fèvre es casà amb Jean Lesnier II, l'impressor-llibreter preferit del seu pare, però aquesta unió no fou feliç. Un fill, Taneguy, nascut a finals de gener de 1669, el van haver de sepultar tres setmanes més tard. La parella se separà cap a 1670.

## Anne El Fèvre, «escriptora delfí» i traductora
Després de la mort del seu pare, Anne anà a París, portant dins del seu equipatge un Cal·límac que no havia tingut temps d'acabar. Un amic i compatriota de Le Fèvre, Pierre-Daniel Huet, llavors sots-preceptor del Delfí i encarregat de la col·lecció In usum Delphini promoguda pel governador del Delfí, el duc de Montausier, li confià la redacció d'un Florus. L'obra aparegué el 1674 i va tenir un èxit encara més gran quan descobrí que el seu autor era una dona. Anne fou l'única dona de l'equip dels «escriptors delfins», essencialment constituït per jesuïtes, i va ser l'únic autor que va publicar quatre textos, ja que després del Florus, va editar Dictys et Dares (1680), Aurelius Victor (1681), Eutrope (1683).
Paral·lelament a aquestes labors d'encàrrec, Anne en publica també a títol personal. El seu Cal·límac ("Callimaque") aparegué el 1675, amb la traducció llatina de Frischlinus, i nou epigrames inèdits, comunicats per Huet, que traduí ella mateixa. El 1681, no obstant, canvia d'enfoc, publicant una primera traducció francesa, "Les Poesies d'Anacréon et de Sapho", perquè va comprendre que el públic, menys cultivat que a la generació precedent, ja no demana edicions de textos llatins o grecs comentats en llatí. Des d'aleshores només publicarà traduccions : tres comèdies de Plaute (Amfitrió, Epidicus, Rudens), l'any 1683; dues comédies d'Aristòfanes (El Plutus i Els Núvols, de 1684) foren les primeres traduccions d'Aristòfanes en francès; i les sis comèdies de Terenci (1688). A partir de 1683, obté un privilegi per publicar « diverses obres del teatre grec », i posteriorment per « les obres de teatre gregues i llatines », ja que també comptava en traduir també tragèdies. Col·laborà igualment en dues obres escrites de conjuntament amb el seu segon marit, André Dacier : les "Réflexions morales de l'empereur Marc Antonin"  (1691) i les sis primeres Vides dels homes il·lustres ("Vies des hommes illustres ") de Plutarc (1694).
En reacció contra les traduccions «belles infidèles» (boniques però infidels), Anne Le Fèvre preconitza el retorn al text font i a una versió fidel a l'original. Com a filòloga, es fa fonedissa darrere de l'autor al qual tradueix. No obstant, per a ser llegida, havia també de respectar el gust del públic, ja que era impensable posar fi als valors estètics i morals del "Grand Siècle". 

## Anne i André Dacier, una parella de filòlegs
El novembre de 1683, a París, Anne Le Fèvre, vídua des de 1675 de Jean Lesnier, uneix els seus destins amb els d'André Dacier, un dels estudiants preferits del seu pare. Aquest digne deixeble de Le Fèvre era, també, un excel·lent hel·lenista i filòleg. Va editar un Festus a la col·lecció In usum Delphini i treballava en una edició completa d'Horaci, amb la seva traducció i els comentaris (1681-1689). Anne i André, en una data no determinada, van passar a ser parella. Vers el 1678 tingueren una "filla il·legítima", que els calumniadors presentaven com a adulterina.

## L'abjuració
Poc després del seu matrimoni, els esposos Dacier es traslladen a Castres, la pàtria d'André, no per instruir-se en la religió romana en vista d'una conversió, com pretenia la propaganda catòlica, sinó, al contrari, per fugir els convertidors. Un fill, Jean André, neix l'octubre de 1684. Té per padrí i padrina Jean Dacier i Suzanne de Falguerolles, els seus avis paterns. Però a Llenguadoc, com per tot arreu de França, les persecucions contra les protestants es multiplicaren. El temple de Castres fou enderrocat el desembre de 1684 i, a la primavera 1685, començà la «grande dragonnade». Per escapar als «missionnaires bottés », ciutats senceres es convertiren, tal com feu Castres, el 20 de setembre de 1685, a instàncies dels propis esposos Dacier. El rei els recompensà amb una pensió de 1 500 lliures per a André, i de 500 per a Anne. El gener de 1686, els Nous Conversos tornen a París i reprenen els seus treballs d'erudició, però la cursa d'honors no s'obrirà fins molt més tard per André Dacier : el 1695, entrà a les dues Acadèmies i, el 1702, Lluís XIV li concedeix el càrrec de guardià dels llibres del gabinet del Louvre.

## L'obra mestra: laIlíadai l'Odissea
L'aparició, l'any 1681, d'una traducció en prosa, força dolenta, de la Ilíada i de l'Odissea, realitzada pel Pare de La Valterie, a partir d'una traducció llatina, provocà la indignació d'Anne Dacier i la va fer decidir a emprendre, a partir del text grec, una versió que fos fidel a l'original. Fruit d'almenys quinze anys de treball, la seva "Iliade"  aparegué el 1711. L'"Odyssée" la va seguir el 1716. Cada obra està precedida per un prefaci considerable i conté abundants notes i observacions sobre la mitologia, la història i la geografia, la traducció literal i nombroses referències a la literatura grega i llatina i a la Bíblia. El text grec hi és absent, però la il·lustració hi està molt cuidada. per als frontispicis Anne Dacier va apel·lar al seu amic Antoine Coypel i per les làmines interiors al gravador Bernard Picart.
Saludada com una obra mestra, la "Iliade" valgué a la traductora un cúmul de lloances, però la va conduir a una polèmica encesa que ella va desencadenar involuntàriament: la Disputa d'Homer, darrera manifestació de la Disputa dels Ancians i dels Moderns.

## La "Querelle" d'Homer (1714-1716)
El poeta i acadèmic Antoine Houdar de la Motte, que no sabia grec, aprofita l'aparició de la traducció de Madame Dacier per publicar, el gener de 1714, una « nova» Ilíada en vers que, considerablement abreujada i adaptada, responia molt millor, segons ell mateix, al gust del públic contemporani que aquella d'Homer, titllada de grollera i d'immoral. El poema publicat va precedit d'un "Discurs sur Homère" (Discurs sobre Homer) on La Motte posa de manifest problemes literaris interessants, com ara la realitat històrica d'un poeta anomenat Homer, autor de dues epopeies molt diferents entre elles, però on hi exposa sobretot un llarg catàleg dels « defectes » de la primera "Iliade", de Dacier. Indignada pels «atemptats de M. de la Motte », Madame Dacier va replicar, el mateix any, en les seva obra "Des Causes de la corruption du goût" (Causes de la corrupció del gust) (614 pàgines), una obra polèmica on denuncia els nombrosos contrasentits i errors de la Motte, que respondrà amb les "Réflexions sur la critique " (Reflexions sobre la crítica) (1715). El duel es va transformar en batalla literària amb l'entrada en lliça dels partidaris dels dos contendents: l'abat Jean François de Pons ("Lettre à M. *** sur l'Iliade de La Motte"), l'abat Terrasson ("Dissertation critique sur l'Iliade d'Homère") etc. per la part de La Motte; per la part de Madame Dacier, Jean Boivin ("Apologie d' Homère" i "Bouclier d'Achille"), François Gacon ("Homère vengé"), André Dacier (prefaci al "Nouveau Manuel de Epictète"), etc. Étienne Fourmont ("Examen pacifique de la querelle […]") i l'abat Fraguier, l'abat Buffier ("Homère en arbitratge") es van esforçar per quedar per damunt de la disputa i la marquesa de Lambert es va dedicar a reconciliar els dos adversaris, l'abril 1716, en el curs d'un sopar ofert per Valincourt.

## Els darrers combats
Els últims anys d'Anne Dacier van quedar enfosquits pel dol i la malaltia. Va sofrir la pèrdua de la seva filla Henriette Suzanne, a l'edat de divuit anys, a la qual erigí un commovedor monument funerari a la darrera pàgina del prefaci de la "Iliade";  el seu germà Tanneguy morí el 1717, el seu espòs va emmalaltir greument l'any 1718 i ella mateixa va sofrir dolorosos reumatismes. S'hi afegí l'aparició d'un nou adversari en la persona d'un antic «escriptor delfí», el Pare Jean Hardouin, que signà una "Apologie d'Homère," fundada sobre interpretacions al·legòriques forassenyades. Ella li respongué de seguida amb "Contre l'Apologie du Révérend Père Hardouin, ou Suite des Causes de la corruption du goût".  El seu últim escrit, una resposta a prefaci de la Ilíada d'Alexander Pope, a qui ella atribueix de subestimar la bellesa d'Homer, fou publicada com a encapçalament de la reedició de la "Iliade", el 1719. Atacada d'hemiplegia el juny de 1720, va morir a la seva estança al Louvre el 17 d'agost de 1720. André Dacier li va sobreviure dos anys. El seu únic descendent, Anne Marie, religiosa de les clarisses de l'abadia reial de Longchamp, morí el 1748.

## Obra i bibliografia

### Edicions
- [Florus] L. Annaei Flori Rerum Romanarum epitome. Interpretatione et notis illustravit Anna Tanaquilli Fabri filia. Jussu Christianissimi Regis, in usum Serenissimi Delphini. Parisiis, Apud Fredericum Leonard, 1674. In-4°.
- [Cal·límac] ΚΑΛΛΙΜΑΧOY ΚΥΡHΝΑΙOY ΥΜΝOΙ, ΕΠΙΓΡΑΜΜΑΤΑ ΚΑΙ ΑΛΛΑ ΑΤΤΑ. Callimachi Cyrenaei Hymni, Epigrammata et fragmenta : ejusdem poëmatium De coma Berenices a Catullo versum. Accessere alia ejusdem Epigrammata quaedam nondum in lucem edita; & fragmenta aliquot in aliis editionibus praetermissa. Adjecta sunt ad Hymnos vetera Scholia Graeca. Adjectus et ad calcem index vocabulorum omnium. Cum notis Annae Tanaquilli Fabri filiae. Parisiis, excudebat Sebastianus Mabre-Cramoisy, 1675. In-4°.
- [Dictis i Dares] Dictys Cretensis De Bello Trojano, et Dares Phrygius De Excidio Trojae. Interpretatione et notis illustravit Anna Tanaquilli Fabri filia. Jussu Christianissimi Regis, in usum Serenissimi Delphini. Lutetiae Parisiorum, Apud Lambertum Roulland, 1680. In-4°.
- [Aurelius Victor] Sex[ti] Aurelii Victoris Historiae Romanae compendium. Interpretatione et notis illustravit Anna Tanaquilli Fabri filia. Jussu Christianissimi Regis, in usum Serenissimi Delphini. Parisiis, Apud Dionysium Thierry, 1681. In-4°.
- [Eutropi] Eutropii Historiae Romanae breviarium ab Urbe condita usque ad Valentinianum et Valentem Augustos, Notis et emendationibus illustravit Anna Tanaquilli Fabri filia, Jussu Christianissimi Regis, in usum Serenissimi Delphini. Paris, Apud viduam Antonii Cellier, 1683. In-4°.

### Traduccions
- Les Poesies d'Anacreon et de Sapho, traduites de Grec en François, avec des Remarques, par Mademoiselle Le Févre. A Paris, chez Denys Thierry, 1681. In-12.
- Comedie[s] de Plaute, traduite[s] en françois par Mademoiselle Le Févre, avec des Remarques et un Examen selon les Regles du Theate. Paris, chez Denys Thierry et Claude Barbin, 1683. 3 vol. in-12 (comprend trois pièces : Amphitryon, Epidicus, Le Câble).
- Le Plutus et les Nuées d'Aristophane. Comedies greques traduites en François. Avec des Remarques et un Examen de chaque piece selon les regles du theatre, par Mademoiselle Le Févre. A Paris, chez Denys Thierry et Claude Barbin, 1684. In-12.
- Les Comédies de Térence, traduites en françois, avec des Remarques, Par Madame D*** . A Paris, chez Denys Thierry et Claude Barbin, 1688. 3 vol. in-12.
- (En collaboration avec André Dacier) Réflexions morales de l'empereur Marc Antonin, avec des remarques (sans nom d'auteur en page de titre, mais le privilège est accordé « au sieur André Dacier, & à Damoiselle Anne le Fevre, sa femme »). A Paris, chez Claude Barbin, 1691. 2 vol. in-12.
- (En collaboration avec André Dacier) Les Vies des hommes illustres de Plutarque traduites en françois, avec des Remarques. Plantilla:T. (sans nom d'auteur; privilège accordé « au sieur A. D. & à Damoiselle A. L. F. sa femme »), A Paris, chez Claude Barbin, 1694. In-4° (le livre contient les six premières Vies : Thésée et Romulus, Lycurgue et Numa Pompilius, Solon et Publicola).
- L'Iliade d'Homère traduite en françois, avec des remarques. Par Madame Dacier. A Paris, chez Rigaud, 1711. 3 vol. in-12.
- L'Odyssée d'Homère traduite en françois, avec des remarques, par Madame Dacier. Paris, Rigaud, 1716. 3 vol. in-12.

### Assajos
- Des Causes de la corruption du goust, par Madame Dacier. Paris, Rigaud, 1714. In-12. Genève, Slatkine reprints, 1970.
- Homère défendu contre l'Apologie du R. p. Hardouin, ou Suite des Causes de la corruption du goût. Par Madame Dacier. Paris, Jean-Baptiste Coignard, 1716. In-12; Genève, Slatkine reprints, 1971.

### Selecció bibliogràfica
- Jean-Pierre Burette, Éloge de Madame Dacier, Paris, P. Witte, s. d. [1720].
- Edmond Cary, Les Grands traducteurs français, Genève, Librairie de l'Université Georg et Cie, 1963.
- Jean Delisle (dir.), Portraits de traductrices, Arras, Artois Presses Université; Ottawa, Presses de l'Université d'Ottawa, 2002.
- Christine Dousset-Seiden et Jean-Philippe Grosperrin (dir.), Les Époux Dacier, Littératures classiques 72, été 2010.
- Fern Farnham, Madame Dacier, Scholar and Humanist, Monterey (Californie), Angel Press, 1976.
- Noémi Hepp, Homère en France au s.XVII, Paris, Klincksieck, 1968.
- Eliane Itti, Madame Dacier, femme et savante du Grand Siècle (1645-1720), Paris, L'Harmattan, 1012. Préface de Roger Zuber.
- Anne-Marie Lecoq (textes réunis par), La Querelle des Anciens et des Modernes, précédée d'un essai de Marc Fumaroli: « Les abeilles et les araignées », Paris, Gallimard, Folio, 2001.
- Enrica Malcovati, Madame Dacier, Una gentildonna filologa del gran secolo, Firenze, Sansoni, 1952.
- Paul Mazon, Madame Dacier et les traducteurs d'Homère en France, The Zaharoff lecture for 1935, Oxford, at the Clarendon Press, 1936.
- Sainte-Beuve, Causeries du lundi, Paris, Garnier frères, 1856 : « Madame Dacier », lundi 6 mars 1854; lundi 13 mars 1854, p. 396-410.
- Giovanni Saverio Santangelo, Madame Dacier, una filologa nella « crisi » (1672-1720), Roma, Bulzoni editore, 1984.
- Suzanna van Dijk, Traces de femmes. Présence féminine dans le journalisme français du Plantilla:S-, Amsterdam; Maarsen, APA-Holland University Press, 1988.
- Catherine Volpilhac-Auger (dir.), La Collection Ad usum Delphini I, Grenoble, Ellug, 2000, et Martine Furno (dir.), La Collection Ad usum Delphini II, Grenoble, Ellug, 2005.
- Roger Zuber, Les "Belles Infidèles" et la formation du goût classique. Perrot d'Ablancourt et Guez de Balzac. Paris, A. Colin, 1968; nouvelle édition revue et augmentée, Paris, Albin Michel, 1995.